# Eupithecia classicata
Eupitecia classicata es una especie de polilla de la familia Geometridae. La especie fue descrita por primera vez por Richard F. Pearsall en 1909 con distribución en el estado de Arizona y en el estado de Durango. El holotipo de la especie fue descrito en la sierra Huachuca.
Las larvas se alimentan de Arbutus arizonica. Presumiblemente se alimentan de flores o capullos de hojas.

## Distribución
El holotipo de E. classicata fue un individuo macho localizado en las colinas de la sierra Huachuca en el sector del parque Rustler del condado de Cochise, al sureste del estado Arizona donde abundan las plantas huésped. La especie ocurre en el mismo hábitat que E. biedermanata y Eupithecia huachuca. También ocurre en bosques abiertos de coníferas. Se han descrito especímenes en el Condado de Baker (Oregón), el Cañón Dog en el condado de Uvalde, Texas y en el estado de Durango, México.

## Descripción
E. classicata es una polilla pequeña con una envergadura de las alas anteriores es de 11 a 13 milímetros (0,4 a 0,5 plg). Las orugas se alimentan de las flores de Arbutus arizonica, conocidas localmente como «madroño de Arizona» (del inglés, Arizona madrone.)

## Taxonomía
La especie E. classicata fue descrita de un solo macho de los montes Huachuca, Arizona, y el holotipo se encuentra ahora en la colección del Museo Americano de Historia Natural. Por su parte, E. penumbrata fue descrito varios años más tarde de dos especímenes, uno de Palmerlee, Arizona, el holotipo asignado al género Eucymatoge (sinonimia de Eupithecia), que también se encuentra en el museo y un espécimen de Redington, Arizona. Evidentemente, Pearsall consideró más tarde que los dos nombres eran sinónimos.